# Средства массовой информации Украины
После обретения Украиной независимости, ее средства массовой информации были во многом подчинены связям с Россией как с бывшим центром. Две украинские революции 2004 и 2013—2014 годов сориентировали Украину на дальнейшее демократическое развитие и на более тесные связи с Западом. СМИ, а также социальные сети, играли большую роль в обоих украинских революциях.
Происходящая в настоящее время и начавшаяся в 2014 году российская агрессия оказывает огромное влияние на медиа ситуацию в Украине. В настоящее время свобода прессы и медиаосвещение определяется военными нуждами. «Ключевой национальный интерес Украины — это военная победа или мирные переговоры для полного вывода российской армии», и «существующие свободы медиа в Украине могут подвергаться дальнейшему давлению до достижения основной цели нации». Запрет вещания российских медиа «считается логичным и справедливым шагом по обеспечению национальных интересов Украины».

## Основные этапы развития системы СМИ Украины и их особенности
Как указывает С. Голубев, практически все исследователи, изучающие становление СМИ Украины как бизнес-структур или рассматривающие их с точки зрения политической свободы и автономности, как правило, выделяют одни и те же этапы в развитии массмедиа Украины, совпадающие с этапами политических преобразований в государстве и связанные с периодами правления различных украинских президентов.

### Советский период
В советское время практически все СМИ находились под полным контролем государства и партийных структур, которые отводили СМИ роль трансляторов и контролировали все аспекты деятельности СМИ от создания до общей идеологической направленности. Фактическими учредителями печатных изданий выступали различные органы КПСС и ВЛКСМ, через которые шло их финансирование, а радио и телевидение были полностью в государственной собственности и финансировались из бюджета.
Средства массовой информации на территории УССР подвергались унификации. Количество украинских телевизионных каналов и изданий искусственно ограничивалось. Как отмечает Я. Н. Засурский, на Украине было разрешено смотреть только два телеканала, а слушать — три радиостанции. Количество печатных СМИ на республиканском уровне в области составляло до двух газет (общей и молодёжной), в районе — до одной. Подписные тиражи населения свидетельствуют о том, что подписчики в УССР отдавали предпочтение союзным общеполитическим, а не республиканским газетам. Центральная власть поощряла потребление всесоюзных газет с помощью экономических и административных рычагов. Директивно устанавливаемые цены на бумагу, печать, распространение были низкими, сами газеты были дешёвыми, а разница между затратами и доходами от продажи продукции компенсировалась с помощью бюджетных дотаций. Подписка на журналы и некоторые газеты осуществлялась в пределах установленных лимитных ограничений. Основным административным рычагом являлась государственная цензура. На Украину в массовом порядке завозилась общесоюзная печатная продукция (из РСФСР).
Традиционно на Украине республиканское радио вещало на титульном языке, в то время как на телевидении первоначально были равноценно представлены украинский и русский языки. В конце 1980-х гг. в сфере украинских СМИ тенденции русификации усилились, что привело к конфронтации. Тем не менее практика использования двух языков на одном телеканале сохранилась и после провозглашения самостоятельности Украины, отражая специфику целевой аудитории. Теле- и радиоэфир был закрыт для иностранного вещания, осуществлявшегося на советскую аудиторию на языках народов СССР исключительно с зарубежной территории.
Специфической особенностью советских СМИ, по мнению О. Дегтярёвой, являлась их традиционная воспитательная и мобилизационная миссия — они были призваны не просто отражать действительность, но и менять её в интересах власти.
Ослабление контроля со стороны государства в период «перестройки» привело к изменению общественной роли СМИ и началу формирования на Украине новой, посттоталитарной системы СМИ. Однако преобразования осуществлялись людьми с советским менталитетом, а значит, непоследовательность перемен была заложена изначально. Советское и партийное руководство во главе с Михаилом Горбачёвым стремилось использовать пропагандистско-мобилизационную функцию СМИ для того, чтобы привлечь население на сторону нового политического курса. Для этих целей СМИ были призваны всячески дискредитировать политических противников. Поддерживая одних политических игроков и критикуя других, СМИ постепенно перешли к критике не только отдельных политических сил и структур, но и общей ситуации в стране. Следствием стал «парад суверенитетов» в начале 1990-х годов. Появление источников бесцензурной информации сделало цензуру официальных СМИ бессмысленной.
Летом 1990 года был принят закон СССР «О печати и других средствах массовой информации», провозгласивший свободу слова, отменивший цензуру и разрешивший выступать учредителями СМИ не только партийным структурам, но и другим организациям, государственным и частным предприятиям, а также отдельным гражданам. В этот период произошёл существенный рост количества периодических изданий, достаточно чётко обозначилась принадлежность тех или иных газет и журналов к различным политическим и общественным течениям. Законом воспользовались украинские несоветские организации, которые теперь могли конкурировать с преобразованными правительственными изданиями. В начале 1990-х годов украинский парламент также принял ряд законов, которые закрепляли свободу слова и демократическое развитие СМИ.

### 1991—1994. Начало становления СМИ независимой Украины (президент Кравчук)
Украинские СМИ, унаследовавшие особенности советских партийных органов, с провозглашением самостоятельности и началом демократических преобразований стали стремительно развиваться. При этом, однако, активное внедрение коммерческих СМИ происходило на фоне фактического отсутствия какой-либо основательной и чёткой законодательной базы, регламентирующей их развитие и устанавливающей контроль за их деятельностью.
Этот этап характеризовался наличием большого числа как государственных и общественных, так и частных средств массовой информации, которые были достаточно независимы в своих действиях. Многие исследователи считают этот период наиболее демократичным в истории украинских СМИ, что проявилось, в частности, во время избирательной кампании 1994 года. Эта и последующие избирательные кампании, засвидетельствовавшие существенную роль СМИ в политических процессах, стали сигналом для различных политических сил о необходимости контроля над массмедиа. Медиатизация политической сферы привела в итоге к обратному процессу «политизированности СМИ» и перенесению значительной части политики в сферу массмедиа.

### 1994—2004. Период наибольшего государственного давления (президент Кучма)
К началу президентства Леонида Кучмы состоялся окончательный переход Украины к системе свободного рынка и рыночных отношений. Это, с одной стороны, заставило СМИ искать альтернативные государственным источники финансирования, а с другой — обусловило появление крупных предпринимателей, которые к середине 1990-х годов смогли различными путями аккумулировать свой основной капитал. В результате произошло сближение СМИ и представителей «крупного капитала», которые через финансирование СМИ обрели довольно существенный ресурс влияния. Началась «олигархизация» СМИ — концентрация медиаресурсов в руках крупных бизнесменов и финансово-промышленных групп, которые имели свой основной бизнес вне сферы СМИ и использовали подконтрольные массмедиа главным образом не для получения прибыли, а для защиты собственных экономических интересов и оказания влияния на общественно-политическую жизнь. Подобная ситуация сохраняется до настоящего времени.
Многие исследователи отмечают, что этот период характеризуется наибольшим давлением государственных структур на средства массовой информации, которое осуществлялось не напрямую, как в советское время, а опосредованно — через давление на владельцев СМИ и на их бизнес, которые, стремясь сохранить свои капиталы, попадали в зависимость от государства.
Многие исследования деятельности украинских СМИ во время избирательных кампаний этого периода свидетельствуют об использовании массмедиа как одного из важных ресурсов действующей власти в рамках политической предвыборной борьбы, что выражалось, в частности, в дисбалансе эфирного времени и количества упоминаний в новостных сообщениях в пользу кандидата, поддерживаемого властью.
Давление государства на СМИ стало предметом критики со стороны международных правозащитных организаций. Так, в 1999 году Комитет по защите журналистов Нью-Йорка внёс Леонида Кучму в список «десяти злейших врагов прессы». Основанием для этого послужили убийства украинских журналистов, распространение так называемых «темников» (устанавливавших для СМИ позицию, которой они должны были придерживаться при освещении тех или иных вопросов) и пр. В рейтингах известных международных организаций — таких, как, в частности, «Freedom House» и «Репортёры без границ» — Украина классифицировалась как «несвободная» страна, характеризующаяся множеством нарушений и проблем в сфере свободы слова, прессы и защиты прав человека.
Ярким примером преследования украинских журналистов стало убийство основателя и журналиста «Украинской правды» Георгия Гонгадзе, произошедшее в 2000 году. Страну тогда захлестнула волна пикетов, митингов в рамках кампании по давлению на власть с требованием установить виновника в смерти журналиста.
Период с 2000 по 2004 годы стал кульминационной точкой становления клановой модели управления украинским обществом. В 2002 году был нарушен относительный баланс сил, усилилась межклановая борьба в связи с попыткой выхода в большую политику представителей «провинциального» донецкого финансово-промышленного клана, рассчитывавших оттеснить прежних лидеров — днепропетровский и киевский кланы. Среди наиболее громких акций межклановой борьбы следует выделить кампании «Україна без Кучми!» и «Повстань Україно!» и выборы в Верховную раду 2002 года.
В 2002—2004 годах в ходе «журналистской» и «оранжевой» революций украинские СМИ стали инструментом разоблачения «суперпрезидентской власти» Леонида Кучмы и его сторонников. Следствием действий массмедиа стал приход к власти «оранжевой оппозиции».

### 2005—2009. Снижение государственного давления (президент Ющенко)
Определённые изменения в положении СМИ начались с приходом Виктора Ющенко. Украина резко поднялась в рейтингах различных международных организаций, которые ранее определяли её как «несвободную и недемократическую» страну. СМИ стали более независимыми от государства, которое снизило своё давление на них, однако сохранилась существенная финансовая зависимость массмедиа от частных собственников. При этом основной характеристикой политической жизни Украины в целом стала непрекращающаяся борьба политико-экономических кланов за власть, прежде всего, друг против друга. В результате владельцы СМИ переориентировались на взаимодействие с конкретными политическими силами (в зависимости от своих личных интересов), и освещение политических вопросов различными СМИ стало осуществляться с позиций той или иной конкретной политической силы, независимо от её отношения к государственному аппарату. Индикатором подобных процессов стали различные избирательные кампании, проходившие на Украине в этот период.
С приходом Ющенко усилился приток иностранного капитала на медиарынок Украины, но для общественно-политического и информационного сегмента СМИ эта тенденция не стала долговременной, что объясняется его непривлекательностью и малоприбыльностью для иностранных инвесторов. В то же время судьба западных инвестиций в развлекательном сегменте и, в частности, на рынке глянцевых СМИ, в целом была весьма успешной.
В этот период происходило перераспределение собственности и среди украинских владельцев СМИ. В частности, примечательна начавшаяся в 2005 году смена владельца одного из ведущих украинских телеканалов «Интер», которая сопровождалась рядом громких скандалов. Этот процесс, как сообщалось, проходил не без участия ведущих украинских политиков и российских бизнесменов и в итоге явился лишь частью различных бизнес-договорённостей, связанных с перераспределением активов крупных металлургических и ферросплавных предприятий. В результате ряда сложных и непрозрачных схем канал в конечном итоге оказался подконтролен В. Хорошковскому. Во время президентских выборов 2010 года канал «Интер» поддерживал кандидата Партии регионов Виктора Януковича. 11 марта 2010 года, после победы Януковича, Хорошковский возглавил Службу безопасности Украины.
В 2006 году был создан медиа-холдинг «Главред-медиа», включавший в себя информационное агентство УНИАН, журнал и сайт «Главред», журналы «Профиль», «Телесити», газеты «Новая», «Известия на Украине», сайт «Телекритика», телеканал «Сити». Бизнес-партнёрами по холдингу стали Александр Третьяков и Игорь Коломойский. Официально о создании холдинга стороны объявили в августе 2007 года. В начале 2010 года, после победы Виктора Януковича на президентских выборах, Третьяков продал все свои медиа-активы.

### 2010—2014. Президент Янукович
При президенте Януковиче произошло очередное перераспределение собственности на украинском медиарынке в пользу провластных олигархических сил, сопровождавшееся вытеснением с этого рынка иностранного капитала. Кроме того, уже в первый год наметилась активизация давления государства на СМИ, что вновь привело к ухудшению показателей Украины в международных рейтингах свободы слова и СМИ. По итогам 2010 года ряд украинских общественных организаций называл Януковича «врагом прессы № 1» на Украине. О давлении со стороны власти и «кругов», близких к президенту, заявляли и различные оппозиционные СМИ.
В начале 2010 года состоялась окончательная смена собственника одного из ведущих телеканалов Украины — «1+1». В апреле международная компания «Central European Media Enterprises Ltd» (СМЕ) объявила о продаже 100 % своих украинских активов, среди которых были каналы «Студия 1+1» и «Кино», компании «Harley Trading Limited», бенефициаром которой являлся известный предприниматель Игорь Коломойский. С приобретением полного контроля над одним из ведущих украинских телеканалов («1+1») Коломойскому, по сути, удалось завершить формирование на территории Украины одной из мощных «медиаимперий».
В апреле 2011 года завершился процесс продажи активов Дж. Сандена — владельца крупного медиахолдинга «KP Media», куда входили популярный журнал «Корреспондент», сайты «Корреспондент», «Bigmir.net» и другие медиаресурсы. Покупателями выступили украинские бизнесмен и политик Пётр Порошенко (владелец «5-го канала») и медиасобственник Борис Ложкин (основатель «Украинского медиахолдинга», ныне «UMH Group», — одной из ведущих компаний на медиарынке Украины). В свою очередь, Порошенко вскоре продал «UMH Group» свою долю в данных медиаактивах, что сделало эту компанию и Ложкина их единственным владельцем. Уже в июне 2013 года, однако, сама «UMH Group» перешла в полную собственность компании «ВЕТЭК» («Восточноевропейская топливно-энергетическая компания») Сергея Курченко, что позволило ему оформить свою «медиаимперию». Эта сделка была воспринята на Украине неоднозначно. Так, главный редактор издания «Forbes Украина» (входящего в «UMH Group») В. Федорин, покинувший свой пост вскоре после смены собственника, заявил, что покупатель преследовал одну из трёх целей: «заткнуть журналистам рот перед президентскими выборами, обелить собственную репутацию, использовать издание для решения вопросов, не имеющих ничего общего с медиа-бизнесом». В ноябре 2013 года четырнадцать журналистов «Forbes Украина» написали заявления об увольнении, объявив причиной ухода «попытки изменить редакционную политику». Значительное число журналистов покинули и другое издание холдинга — «Корреспондент», причём многие из них также заявляли о введении цензуры новым топ-менеджментом «UMH Group». Что касается самого С. Курченко, то в ряде СМИ нередко звучали заявления о его связях с олигархическим «кланом» («семьёй»), сформировавшимся вокруг президента В. Януковича.
Примерно в это же время появилась информация о формировании условного медиахолдинга, связываемого с именем Сергея Арбузова, который при Януковиче возглавлял Национальный банк Украины, а затем был первым вице-премьер-министром. Арбузову приписывалось влияние на телеканал «БТБ», близкий к структурам Нацбанка, каналы «Business» и «Tonis», а также газеты «Взгляд» и «Капитал». При этом нередко контроль над рядом указанных медиаресурсов также приписывался и сыну президента А. Януковичу. В дальнейшем к этому «медиахолдингу» был причислен также и появившийся в 2013 году телеканал «112 Украина», хотя руководство канала впоследствии это опровергало. И хотя сам Арбузов неоднократно отрицал причастность к какому-либо из названных СМИ, на Украине неоднократно возникали дискуссии о влиянии властей на данные СМИ, о наличии в них политической цензуры.
В результате система СМИ Украины становилась всё более непрозрачной и подконтрольной политическому влиянию властей. По-видимому, эти негативные тенденции, наряду с дальнейшим развитием конфликта между властью и олигархами, также способствовали политическому кризису на Украине, который привёл, в числе прочего, и к последующему отстранению от власти президента Януковича.

### 2014—2019. Участие в информационной войне и передел собственности
С началом активной фазы информационной войны вокруг ситуации на Украине (в частности, вокруг событий на Юго-Востоке страны и в Крыму), обе стороны конфликта предприняли действия по ограничению доступа населения на подконтрольной территории к информационным ресурсам друг друга. Так, в начале марта 2014 года Национальный совет Украины по вопросам телевидения и радиовещания потребовал от провайдеров, действующих на территории государства, сначала временно приостановить, а затем и полностью отключить трансляцию российских телевизионных каналов (позднее был введён государственный запрет на ретрансляцию многих российских телеканалов).
Примерно в это же время в Крыму, напротив, была прекращена трансляция украинских каналов, которые были частично замещены на российские. В свою очередь, в ходе событий на Юго-Востоке, силами самопровозглашённых Донецкой и Луганской народных республик была возобновлена ретрансляция российских телеканалов в ряде контролируемых районов, тогда как украинские были, напротив, отключены. Таким образом противостояние было распространено на информационную сферу.
Победа Евромайдана и смещение Виктора Януковича создали ситуацию, когда впервые за всю историю самостоятельной Украины образовалось практически полное совпадение экономических и политических интересов ведущих медиабизнесменов с позицией и курсом действующей власти. Если раньше (при Кучме и Януковиче) крупные владельцы СМИ, принадлежавшие к олигархическим кругам, по ряду вопросов пытались противостоять власти и «провластному клану» (что привело, в том числе, и к событиям двух «революций» на Украине), а также активно боролись за свои бизнес-интересы друг против друга (как при президенте Ющенко), то сегодня они фактически действуют в своего рода «тандеме» с руководящей элитой, приходу которой к власти они, по сути, и поспособствовали. Это, в частности, проявилось во время событий в Крыму и на Юго-Востоке Украины, когда большинство ведущих общенациональных СМИ стали фактически главным ресурсом информационной войны, отстаивая лишь вполне определённую точку зрения, тогда как альтернативный взгляд на указанные события в украинском медиапространстве практически не был представлен. Проявилось это и в выборе исключительно проевропейского вектора развития Украины, тогда как «пророссийская» позиция, отстаиваемая отдельными представителями политико-экономической элиты, активно вытесняется. В результате в подконтрольных олигархам ведущих национальных СМИ формируется и поддерживается новая украинская идеология, выступающая за европейский выбор Украины и изображающая Россию в качестве главного «врага». В отстаивании данной идеологии СМИ умышленно стараются не замечать альтернативную точку зрения и существующее сегодня разделение населения Украины, продолжая заявлять о единстве и унитарности государства, что, безусловно, не способствует конструктивному разрешению сложившегося общественно-политического кризиса. Таким образом, зависимость системы СМИ от позиции государства и действующей власти не только сохранилась, но и во многом была усилена.
Кроме того, продолжилась и тенденция давления со стороны власти на те немногочисленные СМИ, которые всё же пытались публиковать критические материалы, заняв мягкую оппозицию в отношении нового руководства страны. Так, накануне президентских выборов 2014 года произошёл вооружённый захват газеты «Вести», что было расценено её руководством как попытка оказания «беспрецедентного давления» на данное издание. Несколько ранее о намерении прекратить работу по политическим причинам заявляло и руководство еженедельника «2000» (спустя определённое время работу издания удалось восстановить).
С серьёзными финансовыми проблемами столкнулись издания, владельцы которых были связаны с предыдущей властью, — в частности, такая судьба постигла газеты ««Взгляд»» и «Капитал», связываемые с именем С. Арбузова, которым пришлось приостановить выпуск своих печатных версий в 2014 году. Под вопросом оказалась судьба и медиахолдинга С. Курченко, попавшего под действие международных санкций и объявленного в розыск Генеральной прокуратурой Украины. Кроме того, были отмечены случаи задержания отдельных журналистов, избиения их, а также применения угроз в адрес руководства некоторых средств массовой информации. В частности, показательны задержание в августе 2014 года журналистов телеканала «112 Украина», а также произошедшее несколькими месяцами ранее избиение временно исполняющего обязанности генерального директора Национальной телекомпании Украины А. Пантелеймонова.
В апреле 2015 года был убит оппозиционный журналист Олесь Бузина, в июле 2016 года — журналист Павел Шеремет.
Среди позитивных изменений отмечают бурное развитие сферы интернет-СМИ и интернет-телевидения на Украине (имеется в виду возникновение таких медиаресурсов, как «Hromadske.tv», «Еспресо TV», «Spilno.TV» и др.), а также наметившуюся тенденцию возвращения иностранного капитала в общественно-политический сектор. В частности, с привлечением иностранного капитала были созданы «Hromadske.tv», а также журнал «Новое время». В то же время в условиях политического кризиса эти изменения чреваты определёнными негативными последствиями. Так, если говорить о сфере Интернета, то она на Украине до сих пор остаётся не урегулированной с точки зрения законодательства и, как следствие, является фактически бесконтрольной. Это проявилось, в частности, в обилии непроверенной информации или даже дезинформации, активно размещаемой украинскими интернет-СМИ.
Украинские СМИ оказались вовлечены в информационное противостояние с Россией в ничуть не меньшей степени, чем их российские коллеги. Так, украинские массмедиа часто «смещают акценты» в распространяемой информации о ситуации в стране, смешивая факты и оценку событий и нарушая нейтральность «тона» передаваемых сообщений. Например, Крым в сообщениях украинских СМИ, как правило, именуется «оккупированным» и «аннексированным», власти Крыма — «оккупационными» или «коллаборационистскими», вооружённые сторонники ДНР и ЛНР — «боевиками» или «террористами» (иногда несколько мягче — «сепаратистами»), тогда как действия украинских властей на Юго-Востоке носят название «антитеррористической операции» (АТО), а её участники, «сторонники единой Украины», часто именуются «героями». Иными словами, события фактически преподносятся в выгодном лишь одной из противоборствующих сторон ключе. Помимо этого, как свидетельствуют различные медиаэксперты, нередки случаи откровенного искажения украинскими массмедиа происходящих событий, распространения так называемых информационных «фейков», то есть заведомо ложных сведений или, другими словами, дезинформации населения. Информация преподносится в неполном виде, часть «невыгодных» сведений нередко попросту замалчивается. Таким образом, можно говорить о нарушении принципа объективности в информировании аудитории о происходящих событиях.
Многочисленные общественные активисты и сами украинские СМИ оправдывают необъективную подачу информации, а также другие изъяны в информационной сфере «ответом» на искажение информации российскими массмедиа (при том, что украинская аудитория не имеет прежнего доступа ко многим медиаресурсам РФ и, в частности, телевизионным каналам). С. Голубев указывает, однако, что за годы независимости на Украине была выстроена система, при которой ведущие национальные СМИ, фактически контролируемые несколькими олигархическими группами, так и не стали самостоятельным и влиятельным социальным институтом, оставшись лишь средством приумножения политического капитала в руках весьма ограниченного круга лиц, а в такой ситуации невозможно требовать от системы массмедиа эффективного выполнения их основной функции.
6 июля 2016 года президент Пётр Порошенко подписал закон «О внесении изменений в некоторые законы Украины относительно доли музыкальных произведений на государственном языке в программах телерадиоорганизаций», устанавливавший языковые квоты для радиовещания и требовавший в течение трёх лет довести долю песен на украинском языке до 35 % от среднесуточного объёма вещания, долю информационных программ на украинском языке — до 60 %. 7 июня следующего года он поставил подпись под законом о языковых квотах на телевидении (не менее 75 % передач и фильмов на украинском языке для общенациональных и региональных компаний и 60 % для местных телерадиокомпаний). Уже к концу 2018 года, как отчитались в Национальном совете по вопросам телевидения и радиовещания, доля украинского языка в эфире общенациональных телеканалов в среднем составила 92 %, в эфире общенациональных радиостанций — 86 %. «Украинский телевизионный контент» в эфире общенациональных ТВ-каналов составил 79 %, контент стран ЕС, США и Канады — 14 %, при этом российский сократился до исторического минимума в 7 %.
25 апреля 2019 года Верховная рада Украины приняла закон «Об обеспечении функционирования украинского языка как государственного», которым украинский язык был утверждён как единственный государственный. Законом, в частности, были введены новые нормы использования украинского языка в телеэфире.
Санкции против российских СМИ:
- март 2014 года — прекращена трансляция телеканалов и телепередач: «Вести», «Россия 24», «Первый канал. Всемирная сеть», «РТР Планета» и «НТВ Мир»[20];
- август 2014 года — запрещено вещание 14 российских телеканалов в публичных и частных внутренних кабельных сетях, среди них: «Первый канал. Всемирная сеть», «РТР-Планета», «Россия-24», «НТВ Мир», «ТВ Центр», «Россия-1», «НТВ», «ТНТ», «Петербург 5», «Звезда», «РЕН ТВ», «LifeNews», «Russia Today», «РБК-ТВ»[21];
- сентябрь 2014 года — запрещено вещание телеканала «История»[22], запрещён въезд в страну 35 сотрудникам российских СМИ на срок от 3 до 5 лет[23];
- февраль 2015 года — приостановлена аккредитация сотрудникам российских СМИ до завершения АТО[24], запрещено вещание российского телеканала «Мир 24»[25];
- июль 2015 года — запрещена трансляция российских телеканалов «Оружие», «Дом кино» и «Русский иллюзион»[26];
- ноябрь 2015 года — запрещена трансляция российского телеканала «Многосерийное ТВ»[27];
- январь 2016 года — запрещена трансляция российского телеканала «Комедия ТВ»[28];
- февраль 2016 года — запрещена трансляция 15 российских телеканалов, в числе которых: «Совершенно секретно», «Кто есть кто», «Шансон-ТВ», «Парк развлечений», «Мир сериала», «Авто Плюс», «Кухня ТВ», «КХЛ-ТВ», «Наука 2.0», «Моя планета», «Телекафе», «Боец», «Время: далекое и близкое», «Настоящее страшное телевидение», «Сарафан»[29];
- март 2016 года — запрещено вещание российских телеканалов: «Радость моя», «Музыка Первого», Ocean–TV, HD Life, ТДК (Телевизионный Дамский Клуб), «24 Док», «Детский», STV, «Индия ТВ», «Здоровое телевидение», «Ля-минор ТВ», «Еврокино» и Drive[30];
- апрель 2016 года — запрещена трансляция российских телеканалов Russian Travel Guide, «Ретро» и «Киноклуб»[31];
- май 2016 года — запрещена трансляция российских телеканалов «Вопросы и ответы», «Усадьба–ТВ» и «Домашние животные»[32], введены санкции против 17 руководителей российских СМИ[33];
- июль 2016 года — запрещена трансляция российских телеканалов «Улыбка Ребёнка», «Психология 21», «Охота и рыбалка», Amazing Life, Look TV, «Мини Муви», «Настоящее Смешное Телевидение», Footschool TV и Православной телекомпании «Союз» Русской православной церкви[34], телеканала «Ностальгия»[35];
- август 2016 года — запрещена трансляция российских телеканалов «Радость моя», «Мир сериала», «Телерадиосеть Благих Новостей» и «Интересное ТВ»[36];
- сентябрь 2016 года — запрещён показ российских телеканалов «Карусель», «Comedy TV» и «Наш футбол»[37];
- ноябрь 2016 года — разорвано соглашение с Российской Федерацией о сотрудничестве в сфере телевидения и радиовещания и соглашение о сотрудничестве в сфере информации[38].
- январь 2017 года — запрещена трансляция российского телеканала «Дождь»[39];
- февраль 2017 года — запрещена трансляция российского телеканала «Охотник и рыболов»[40].

### 2019 — настоящее время. Ограничение пророссийских СМИ
В феврале 2021 года СНБО Украины ввел санкции против связанных с Россией вещающих в Украине телеканалов — «112 Украина», NewsOne и ZIK. Национальный совет Украины по вопросам телевидения и радиовещания назвал каналы «паразитами журналистики», которые вещают в украинском медиа пространстве, работая при этом в интересах другого государства. Попавшие под санкции телеканалы подавали себя как оппозиционные, попавшие под репрессии. Подсанкционные СМИ обрушились на украинские регуляторы медиа с обвинениями в недемократичности, и на остальную не попавшую под санкции прессу — за отсутствие профессиональной солидарности.
В мае 2021 года президент РФ Путин сказал, что Россия «своевременно, должным образом» отреагирует на ограничения пророссийской прессы в Украине. Путин использовал ограничения в своем нарративе о том, что Украина становится «анти-Россией», угрожающей России, что он позже, в 2022 году, использовал для оправдания полномасштабного российского вторжения в Украину. Исследователи украинской прессы указывают, что вызванное ограничениями пророссийской прессы уменьшение возможностей России влиять на украинские политику и общество могло способствовать решению Путина о полномасштабном вторжении в Украину. По мнению исследователей, чем более Украина защищала свою национальную идентичность и демократию, тем более ее физическая безопасность — ее физические границы и жизни ее народов — оказывались под угрозой со стороны России. Россия намеревалась сохранять свое влияние в Украине, и не желала терпеть «дерусифицированную» Украину. Украина, по мнению исследователей, могла избежать российского нападения, если бы продолжила находиться под российским политическим и культурным влиянием (в том числе через прессу), как это было во время президенства Януковича.
Исследователи отмечают, что Россия является угрозой для самого существования Украины, стремясь силой вернуть ее под свое влияние, а российские и пророссийские СМИ поддерживают это с помощью подрыва поддержки населением демократии, «искажением восприятия правды», препятствия рациональным обсуждениям, и «ослаблением морального духа, необходимого для сопротивления и защиты демократического государства в случае военного нападения». Исследователи заключают, что «существуют демократические основания для ограничений СМИ наряду с соображениями безопасности. Хотя ни одно из них не полностью защищено от критики, сомнительно, стала бы Украина более демократичной в долгосрочной перспективе, если бы ограничения СМИ не были введены.»
Украинские медиа регуляторы подчеркнули три важных признака санкционированных медиа, характеризующих их как паразитирующих акторов:
- каналы занимали неоднозначное положение в медиапространстве, одновременно вещая на украинскую аудиторию, но работая на геополитические интересы России
- разрушение своей среды обитания. Функционировавшие в украинском медиа пространстве каналы разрушали это медиа пространство: нарушали определенные журналистские нормы, такие, как ответственное освещение чувствительных тем, а также подрывали саму профессию журналистики, когда, например, выходили за рамки в вопросах суверенитета и территориально целостности Украины
- рефлексивный характер. Пророссийские каналы не соблюдали принципы свободы слова и плюрализма мнений, и вместе с тем ссылались на них, когда критиковали санкции против них. Каналы одновременно противопоставляли себя медиа системе Украины, и пытались казаться ее «законной» частью. Попавшие под санкции критиковали прочие каналы, обвиняя их в зависимости от политически заинтересованных владельцев, и одновременно настаивали на том, что и они точно такие же самые. Пророссийские каналы не соблюдали и отвергали некоторые практики качественной журналистики (ответственное освещение чувствительных тем) как навязываемые по политическим причинам, а использовали рейтинги и появление политиков для указание на свою легитимность и доверие со стороны аудитории. Эти противоречия свидетельствуют о неоднозначности паразита, который только делает вид, что соответствует нормам медиасистемы[42].

## Олигархи и свобода прессы
Близкий к президенту РФ находившийся в Украине Виктор Медведчук в течение 2000-х годов стал одним из наиболее весомых акторов, продвигавших интересы России в Украине. В 2021 году под контролем Медведчука находились три из пяти наиболее популярных украинских телеканалов — «112 Украина», NewsOne и ZIK. Президентом Украины каналы были запрещены как пророссийские.

## Телерадиовещание
Украинское национальное телевидение существует с 1951 года, когда начал вещание первый государственный телеканал Украины — УТ-1. С конца XX века распространение приобретает спутниковое и кабельное телевидение.
Государственный телевещатель — Национальная общественная телерадиокомпания Украины (НОТУ Украины), включает в себя один общенациональный эфирный телеканал — «UA: Первый», кроме того существует кабельный государственный вещатель — Государственная телерадиокомпания «Культура» (ГТРК «Культура»), включающая в себя одноимённый телеканал. Эфирными коммерческими телевещателями являются телеканалы «1+1», Интер, Пятый канал, Украина, ТЕТ, Прямой, НТН, М1, СТБ, Новый канал, ICTV и К1.
Государственный радиовещатель — Национальная радиокомпания Украины (НРК Украины), включает в себя три общенациональные радиостанции — «Первый канал Украинского радио», «Проминь» и «Культура». Частными радиовещателями являются радиостанции Ретро FM, Радио НВ, ХІТ-FM, Русское Радио, Супер-радио, Радио NRJ, Радио Мелодия, Люкс ФМ, Radio ROKS, Любимое радио, Стильное радио Перец FM, Kiss FM, Авторадио и Наше Радио.
Имеются средневолновые радиостанции на частотах: 549, 711, 765, 837, 873, 936, 1044, 1278, 1377, 1404, 1431 кГц.
Количество УКВ/FM радиостанций в городах Украины
Киев 7/29;
Харьков 3/21;
Винница 3/19;
Днепр 3/23;
Запорожье 3/18;
Житомир 2/15;
Кировоград 2/14;
Львов 4/20;
Полтава 1/16;
Ровно 3/12;
Луцк 2/14;
Сумы 3/14;
Ивано-Франковск 2/15;
Николаев 2/17;
Одесса 4/26;
Тернополь 1/16;
Ужгород 2/14;
Черкассы 3/15;
Чернигов 1/14;
Черновцы 2/9;
Херсон 2/14;
Хмельницкий 1/14.
На Украине планируется вещание 27 СВ-, 28 УКВ- и 218 FM-радиостанций. ДВ-вещание в Киеве (частота 207 кГц) прекращено.

## Информационные агентства
- Укринформ (с 1918 года)
- Обозреватель (интернет-издание) (с 2001 года)[44]
- Телеграф (СМИ) (с 2012 года)